# Apanteles dotus
Apanteles dotus är en stekelart som beskrevs av Nixon 1965. Apanteles dotus ingår i släktet Apanteles och familjen bracksteklar. Inga underarter finns listade i Catalogue of Life.